# Filmweb
Filmweb est un site web polonais concernant le cinéma et la télévision, créé en 1998. Il s'agit de la deuxième plus importante base de données en ligne sur le cinéma après IMDb.